# Acronicta morula
Acronicta morula är en fjärilsart som beskrevs av Augustus Radcliffe Grote och Robinson 1868. Acronicta morula ingår i släktet Acronicta och familjen nattflyn. Inga underarter finns listade i Catalogue of Life.

## Bildgalleri

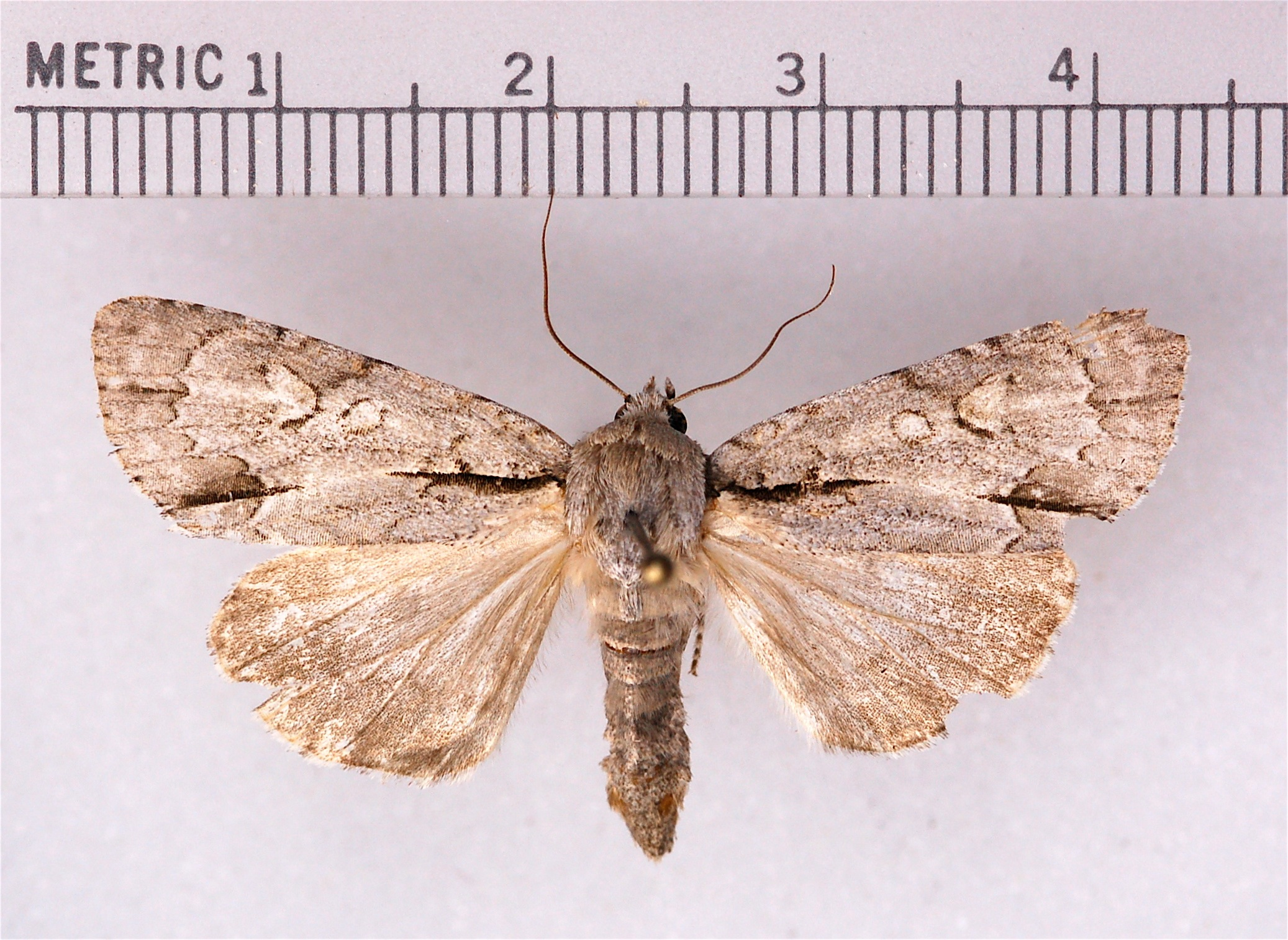